# 발달장애인 권리보장 및 지원에 관한 법률
발달장애인 권리보장 및 지원에 관한 법률(發達障碍人權利保障 및 志願에 關한 法律)은 대한민국의 장애인 관련 법률 중 하나로 발달장애인의 권리보장과 지원을 규정한 법이다. 2014년 5월 20일에 제정하였으며, 2015년 11월 21일에 시행되기 시작했다. 공식 약칭은 발달장애인법으로 발달장애인 권리보장 및 지원에 관한 법률은 발달장애인의 의사를 최대한 존중하여 생애주기에 따른 특성, 복지욕구에 적합한 지원과 권리옹호 등이 체계적이고 효과적으로 제공될 수 있도록 필요한 사항을 규정함으로써 발달장애인의 사회참여를 촉진하고, 권리를 보호하며, 인간다운 삶을 영위하는 데 이바지할 수 있도록 하는 것이 목적이다.

## 연혁
- 2014년 5월 20일 : 제정
- 2015년 11월 21일 : 시행

## 정의
발달장애인 권리보장 및 지원에 관한 법률에서 말하는 용어의 정의는 아래와 같다.
- 발달장애인 : 장애인복지법 제2조 제1항에 의한 장애인 중 아래 항목의 장애인으로, 이 중 2개 유형의 장애인은 장애인복지법 시행령 별표 1에서 정의하는 내용과 같다.
  - 지적장애인
  - 자폐성장애인
  - 그 밖에 통상적인 발달이 나타나지 아니하거나 크게 지연되어 일상생활이나 사회생활에 상당한 제약을 받는 사람으로 대통령령으로 정하는 사람
    - 법 제2조에 의한 그 밖에 통상적인 발달이 나타나지 아니하거나 크게 지연되어 일상생활이나 사회생활에 상당한 제약을 받는 사람에 대한 규정은 현재 시행령에 명시되어 있지 않아 법 제2조에 의한 발달장애인 중 그 밖에 통상적인 발달이 나타나지 아니하거나 크게 지연되어 일상생활이나 사회생활에 상당한 제약을 받는 사람에 대한 명확한 규정이 없다.
- 보호자
  - 아동복지법 제3조 3호의 보호자(발달장애인이 미성년자인 경우)
  - 성년인 발달장애인의 후견인
  - 성년인 발달장애인의 후견인이 아닌 사람 중 민법 제779조에 따른 가족, 민법 제974조에 따른 부양의무자로 사실상 해당 발달장애인을 보호하는 사람
  - 성년인 발달장애인 중 위의 보호자가 없는 경우 지방자치단체장이 발달장애인의 보호자로 지명하는 사람(후견인을 선임하기 전까지로 한정)

## 같이 보기
- 대한민국 이외 국가별 발달장애인법
  - 발달장애인 지원 및 권리장전법(미국)
  - 렌터만 발달장애인법(Lanterman Developmental Disabilities Act, 미국 캘리포니아)
  - 발달장해자지원법(発達障害者支援法, 일본)
  - 지적장해자복지법(知的障害者福祉法, 일본)
  - 잉글랜드 2009년 자폐법(en:Autism Act 2009, 잉글랜드)
  - 스코틀랜드 자폐전략
  - 북아일랜드 2011년 자폐법